# Wyboston
Wyboston är en by i Bedfordshire i England. Byn nämndes i Domedagsboken (Domesday Book) år 1086, och kallades då Wiboldestone/Wiboldestune.